# حضارة قرعون
حضارة قرعون هي حضارة أثرية من العصر الحجري اللبناني حول قرعون في سهل البقاع. تم التعرف على صناعة أدوات الصوان العملاقة أو الثقيلة من العصر الحجري الحديث لهذه الحضارة على أنها نوع خاص من العصر الحجري الحديث من المرتفعات اللبنانية من قبل هنري فليش، الذي جمع أكثر من مائة أداة من الصوان في غضون ساعتين في 2 أيلول (سبتمبر) 1954 من الموقع.
ناقش فليش الاكتشافات مع ألفريد روست ودوروثي جارود اللذين أكدا أن الحضارة تحتوي على عناصر من العصر الحجري الحديث. قال جارود:

إن قرعون حضارة في غياب جميع الأدلة الطبقية يمكن اعتبارها الميزوليتية أو النيوليتية البدائية" (5000 إلى 20000 سنة قبل الحاضر)

وفي دراسة حديثة، رأت أمينة متحف عصور ما قبل التاريخ اللبناني مايا حيدر بستاني أن «التسلسل الزمني لحضارة قرعون غير مؤكد ويتطلب مزيدًا من التحقيق».

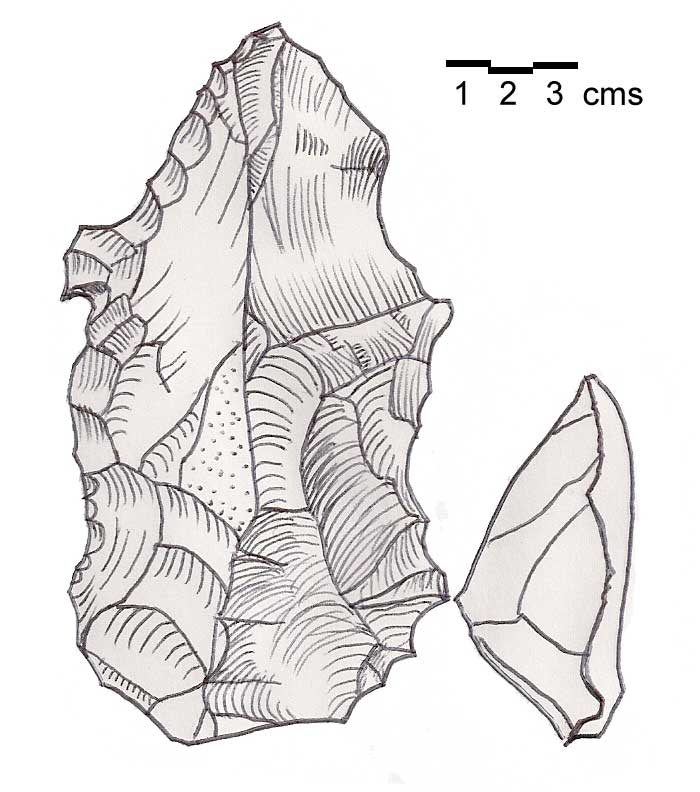
أداة ثقيلة من العصر الحجري الحديث لحضارة قرعون وجدت في مطيلب الأول - سميكة وثقيلة ثنائية الأسطح ، معاد لمسها بالكامل بحواف خشنة وغير منتظمة. الحجر الجيري الرمادي الفاتح والحجر الجيري معرق.